# Pique-orange de Jamaïque
Euneornis campestris
Genre
Espèce
Statut de conservation UICN

 LC  : Préoccupation mineure
Le Pique-orange de Jamaïque (Euneornis campestris), également appelé Sucrier de la Jamaïque, est une espèce de passereau de la famille des Thraupidae. C'est la seule espèce du genre Euneornis.

## Répartition
Il est endémique de la Jamaïque.